# فرودگاه ساندری/گودوینز فارم
فرودگاه ساندری/گودوینز فارم (به انگلیسی: Sundre/Goodwins Farm Airport) یک فرودگاه همگانی است که یک باند فرود چمن دارد و طول باند آن ۶۱۰ متر است. این فرودگاه در کشور کانادا قرار دارد و در ارتفاع ۱۱۲۸ متری از سطح دریا واقع شده است.